# 1965年香港股災
1965年香港股災是香港股市於1960年代的第一次股災，主因是銀行過度放款及地產泡沫爆破，1965年年初明德銀號破產後，廣東信託銀行也發生擠提及後停業，打擊到公衆對華資銀行的信心，擠提潮繼而蔓延到多間華資銀行，同時引起投資者拋售股票。恆生指數在這次股災跌了四分之一。

## 潛在危機
隨著1960年中華煤氣的上市，以及1961年怡和洋行與九龍巴士的上市，香港股市有明顯的上揚，另一方面1940年代後期起大批中國居民逃避戰亂移居局勢較穩定的英國殖民地香港，到1950年代中华人民共和国的大跃进和大饥荒，持續有大量難民湧入，導致房屋供不應求，樓價上漲，大量資金湧入香港樓市，同時地產商興起向買家銷售仍在建築中的樓花，由於建築項目需要大筆資金，地產發展商和承建商都向銀行貸款投入地產項目。當年以華人爲主要銷售對象的私人住宅項目如唐樓和洋樓，其發展商和承建商多以華資公司爲主，由於當年華資地產商的資本和規模一般都不及主打基建項目及大型工程的英資地產商，較難向英資銀行貸款，而由華人開辦屬於中小型銀行的華資銀行便成爲華資地產商的融資途徑，亦成爲部分華資銀行及銀號的主要大戶，可是早年對銀行的資本缺乏監管，存貸比例沒有限制，形成過度放貸的問題，房地產買賣在當年的監管亦有不足，一旦樓市轉勢，地產借貸人，尤其是地產商未能還款，銀行便會陷入危機。
1961年6月14日，廖創興銀行發生擠提，於是在6月17日向滙豐銀行及渣打銀行借款，由這兩家英資大銀行拆借資金解決流動資金不足的困難。滙豐銀行及渣打銀行其後發出聯合英文通告表示會爲廖創興銀行提供資金支持，另一方面又委託羅兵咸永道查核廖創興銀行的帳目及進行債務重組，擠提暫告平息，可是由於英文翻譯發生錯誤，把廖創興銀行的擠提情況已經“under control”（中譯：受到控制）翻譯成被置於兩間銀行的股掌之下，銀行董事長廖寶珊憂心忡忡，擔心作爲家族生意的廖創興銀行會遭到兩大銀行吞併，於1個月後腦溢血猝亡。雖然廖創興銀行擠提已引發香港市民對華資銀行的顧慮，但由於股市和樓市繼續上升，並且互相追逐，香港證券交易所的成交額亦創下1945年香港重光後的新高，然而隱伏的香港銀行體系潛在危機正在惡化。新編制的恆生指數以1964年7月31日爲100點基數，至1965年1月29日僅升到103.53點，半年間只上升3.53%，反映金融市場對地產過熱及銀行過度放貸的憂慮。

## 華資銀行擠提潮
1965年1月26日，有消息傳出小型銀行明德銀號發出價值700萬港元的美元支票遭拒絕支付，存戶對該銀號的信心即時受到打擊，引發擠提，大批存戶通宵達旦到明德銀號提款，1月27日政府接管銀號，經審查帳目後，到1月30日明德銀號因爲對地產過度放款，資金鏈斷裂而宣告破產。明德銀號破產引發市民對華資銀行的憂慮，擔心存放在銀行的血汗錢化爲烏有。2月6日，廣東信託商業銀行同樣發生擠提，到2月8日宣佈全線停業，觸發更大恐慌，當天下午擠提潮波及多間華資銀行，包括廣安銀行、道亨銀行、永隆銀行、遠東銀行及廣安銀行，就連當時規模最大的華資銀行恆生銀行也發生擠提，並且蔓延到澳門。
港府爲避免情況惡化，決定由兩大英資銀行的資本去穩定民心，於是安排香港上海滙豐銀行及渣打銀行向發生擠提的華資銀行無上限拆借資金，滙豐銀行支持恆生銀行、遠東銀行及永隆銀行，渣打銀行則支持道亨銀行及廣安銀行，華資銀行擠提事件到2月10日暫時平息，可是即使廣東信託銀行從匯豐銀行借得資金，但之後亦告倒閉。
然而，恆生銀行的危機仍未解除。同年4月5日，恆生銀行再發生擠提，於1天之內被提走8,000萬港元，相當於總存款4億8000萬港元的6分之1，數天內累計被提走2億元，面臨倒閉，滙豐銀行提出以7,500萬港元收購75%的恆生銀行股份，雙方協商後於4月10日達成協議，恆生銀行以5,100萬港元向匯豐銀行出售51%股權，擠提潮即告平息，不過香港當時最大的華資銀行成爲英資滙豐銀行的附屬公司曾經引起議論。
同年11月25日由邱德根創辦的遠東銀行再次發生擠提，財政司安排滙豐銀行對該行提供無上限的資金支持，直到1969年該行被萬國寶通銀行收購為止。1966年9月15日，滙豐銀行根據財政司的命令接管有財政困難的有餘銀行。
1965年連串銀行擠提、接管，甚至倒閉，恆生指數由1965年1月29日的103.53點，下跌至11月30日的77.95點，跌幅達24.71%，成爲香港戰後首次股災。雖然股市在1966年年初喘定，但一直未能升回100點的基數，並在1967年因六七暴動引發六七股災而暴跌至歷史最低位。

## 外部連接
- 馮邦彥著《香港金融業百年》，三聯書店（香港）有限公司，2002年。
- 藍潮著《香港股市風雲》，名流出版社，1997年9月。
- Hong Kong Stock Stock Exchange, Ltd., "A Profile of The Exchange", Caritas Printing Training Centre, Aberdeen, 1978.